# Castillon-de-Saint-Martory
Castillon-de-Saint-Martory – miejscowość i gmina we Francji, w regionie Oksytania, w departamencie Górna Garonna.
Według danych na rok 1990 gminę zamieszkiwało 240 osób, a gęstość zaludnienia wynosiła 22 osób/km² (wśród 3020 gmin regionu Midi-Pireneje Castillon-de-Saint-Martory plasuje się na 823. miejscu pod względem liczby ludności, natomiast pod względem powierzchni na miejscu 1022.).